# Libor Zapletal (fotbalista)
Libor Zapletal (* 25. ledna 1975) je bývalý český fotbalový záložník.

## Fotbalová kariéra
Začínal v Otrokovicích, hrál za SK Sigma Olomouc, 1. FC Synot, FC Tescoma Zlín a FK Kunovice. V české nejvyšší soutěži nastoupil v 32 utkáních a dal 1 gól. Technicky zdatný ofenzivní záložník.

## Ligová bilance
| Ročník                          | Zápasy | Góly | Klub             |
| ------------------------------- | ------ | ---- | ---------------- |
| 1. česká fotbalová liga 1993/94 | 7      | 0    | SK Sigma Olomouc |
| 1. česká fotbalová liga 1994/95 | 5      | 0    | SK Sigma Olomouc |
| 1. Gambrinus liga 2000/01       | 14     | 1    | 1. FC Synot      |
| 1. Gambrinus liga 2001/02       | 5      | 0    | 1. FC Synot      |
| CELKEM                          | 32     | 1    |                  |